# Robert Perry
Robert Stanley Grosvenor Perry (4 de mayo de 1909-3 de abril de 1987) fue un deportista británico que compitió en vela en la clase 5.5 Metre. Participó en dos Juegos Olímpicos de Verano en los años 1952 y 1956, obteniendo una medalla de plata en Melbourne 1956 en la clase 5.5 Metre.

## Palmarés internacional
| Juegos Olímpicos | Juegos Olímpicos      | Juegos Olímpicos | Juegos Olímpicos |
| Año              | Lugar                 | Medalla          | Clase            |
| ---------------- | --------------------- | ---------------- | ---------------- |
| 1956             | Melbourne (Australia) | Medalla de plata | 5.5 Metre        |